# Ема Фурман
Ема Кейт Фурман (на английски: Emma Cate Fuhrmann) е американска актриса и фотомодел.

## Биография
Ема Фурман започва като модел в родния си град, когато тя е само на 1,5 години. Няколко години по-късно тя участва в няколко реклами. Родителите на Ема – Ейми и Кен Фурман – също са актьори. Тя има по-малък брат Ник.

## Филмография

### Филми
| Заглавие                           | Година | Роля          |
| ---------------------------------- | ------ | ------------- |
| Сестри Фанданго                    | 2009   | Лил Тифани    |
| Желание на Ема (късометражен филм) | 2010   | танцьорка     |
| „On To Me" by Ladylike“            | 2010   | водеща        |
| Сладко от малини                   | 2011   | Пейтън        |
| Ние Слушаме?                       | 2012   | Ашли          |
| Магията на остров Бел              | 2012   | Финеган О'Нил |
| Заедно по принуда                  | 2014   | Еспн Фридман  |

### Телевизия
| ТВ              | Година/и    | Роля            | Епизоди  |
| --------------- | ----------- | --------------- | -------- |
| Chase           | 2010 – 2011 | Сиси Пил        | 1 епизод |
| Добрите момчета | 2010        | младши офицер   | 1 епизод |
| Prime Suspect   | 2011        | Аманда Патерсън | 1 епизод |

## Награди
- 2015: „Young Artist Awards“ във филма „Заедно по принуда“